# Cherish (gruppo musicale)
Le Cherish sono un girl group statunitense composto dalle quattro sorelle Farrah, Neosha, Felisha e Fallon King, queste ultime due gemelle. Il gruppo è attivo dal 2003.

## Storia del gruppo
Le sorelle King sono originarie di Maywood (Illinois), ma si sono spostate ad Atlanta (Georgia) per iniziare la propria carriera musicale. Il gruppo ha firmato un contratto con Capitol Records/Sho'nuff Records ed ha raggiunto il successo collaborando con Da Brat nel brano In Love wit Chu (2003). Nel giugno 2003 è uscito il primo singolo ufficiale del gruppo Miss P., in cui collabora nuovamente Da Brat.
Nel 2006 pubblicano il brano Do It to It, con il featuring di Sean P degli YoungBloodZ. Il primo album ufficiale è Unappreciated, uscito dell'agosto 2006 e che ha raggiunto la posizione numero 4 della classifica Billboard 200.
Hanno anche lavorato con Yung Joc per Killa. Il successivo singolo è Amnesia (2008). Il disco The Truth è stato pubblicato nel maggio 2008 e prodotto da un team comprendente anche Jazze Pha e Tricky Stewart.
Nel 2021 il DJ statunitense Acraze ha pubblicato una versione remix in chiave house del loro successo Do It to It, che ha raggiunto la prima posizione nei Paesi Bassi e la top ten di Germania e Fiandre in Belgio, oltre ad entrare nelle top forty di varie nazioni come Australia e Regno Unito.

## Formazione
- Farrah King (nata il 17 febbraio 1984)
- Neosha King-Lawrence (nata il 26 gennaio 1986)
- Fallon King (nata il 5 giugno 1988)
- Felisha King (nata il 5 giugno 1988)

## Discografia

### Album in studio
- 2006 – Unappreciated
- 2008 – The Truth

### Singoli
- 2003 – Miss P. (feat. Da Brat)
- 2006 – Do It to It (feat. Sean P)
- 2006 – Unappreciated
- 2007 – Killa (feat. Yung Joc)
- 2008 – Amnesia
- 2013 – Going in Circles
- 2017 – One Time
- 2017 – Self Destruction
- 2017 – Last Man on Earth

#### Collaborazioni
- 2003 – In Love wit Chu (Da Brat feat. Cherish)
- 2007 – Magic City - Remix (Laze & Royal feat. Unk e Cherish)
- 2009 – Secret Lover (Hurricane Chris feat. Cherish)
- 2009 – Don't Let Him Get Away (Rasheeda feat. Cherish)
- 2021 - Do It to It (Acraze feat. Cherish)